# 발라라르 스와미갈

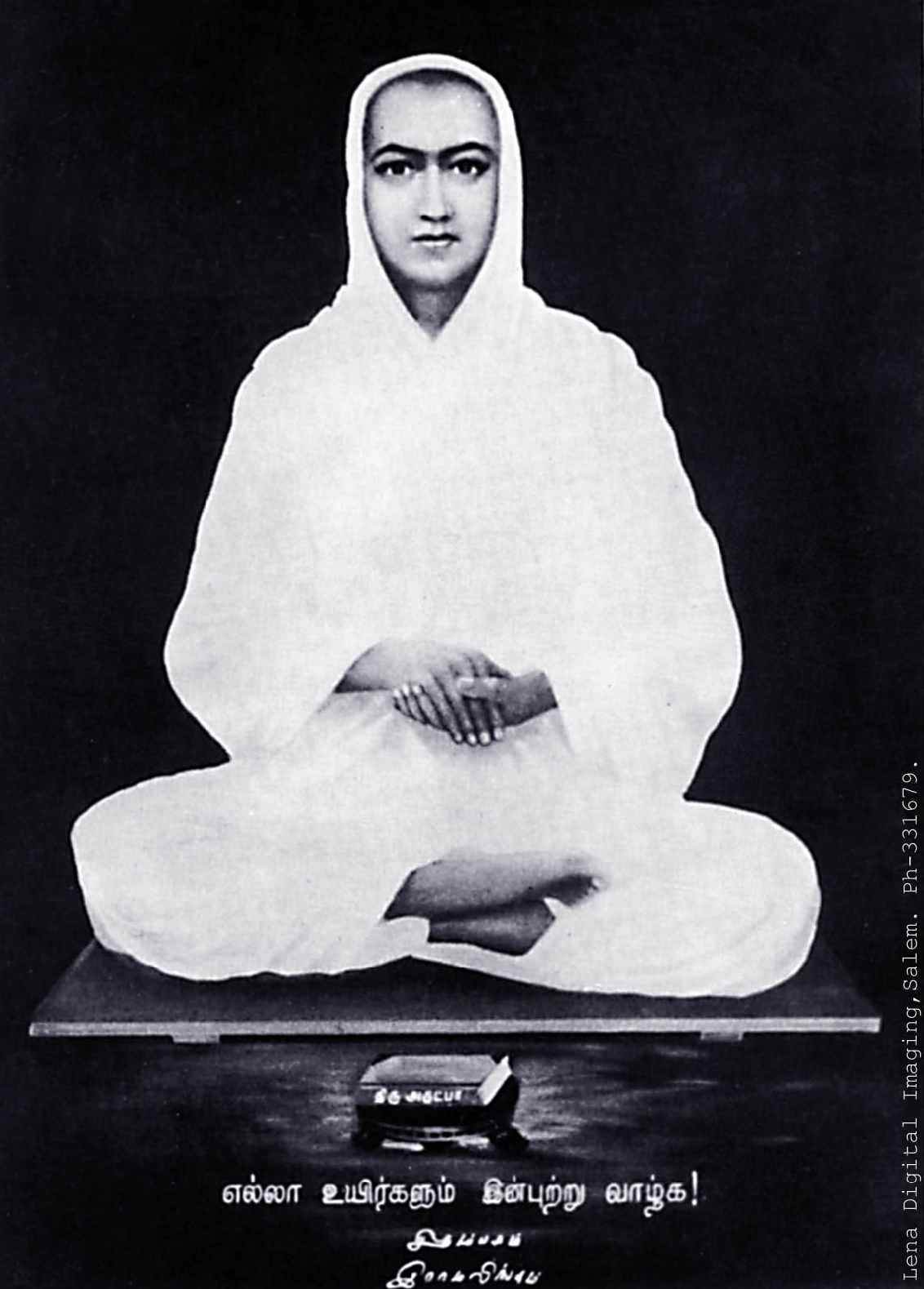

발라라르 (타밀 사람: வள்ளலார்) (또한 라말링가 스와미갈 또는 발라라르 아룰프라카사 발라라르라고도 함)는 19세기 남인도에 살았던 타밀어 성인, 시인, 철학자, 사회 개혁가였다. 그는 사랑, 연민, 자기 실현에 대한 가르침과 가난하고 억압받는 사람들을 고양하려는 노력으로 유명했다. 발라라르는 타밀 나두의 가장 위대한 영적 지도자 중 한 명으로 간주되며 그의 가르침은 Tamil 사회에 큰 영향을 미쳤다.

## 어린 시절과 교육
발라라르는 1823년 10월 5일 타밀 나두의 치담바람 근처 마을인 마루두르에서 태어났다. 그의 부모는 독실한 시바파 힌두교도인 예언자 카루니가르 일족의 라마야 필라이와 친남마이였다. 발라라르는 일곱 형제 중 다섯 번째였다. 그는 전통적으로 아버지와 다른 교사들의 지도 아래 타밀어, 산스크리트어, 베다를 공부하면서 조기 교육을 받았다.

### 어린 시절과 신성한 경험
한 번은 라말링감의 부모가 5개월 된 아이와 함께 치담바람 나타라자르 사원에 갔고, 사제가 디파 아라다나(비그라함에게 다가가는 조명 램프로 숭배)를 제공하는 동안 유아는 기뻐했다. 라말링감은 이것을 깊은 영적 경험으로 인식했다. 나중에 그는 사건에 대해 다음과 같이 말했다. "빛이 감지 되 자마자 행복이 저를 지배했다.", "아룻 페룸 조티 (빛의 최고 은총)가 보이 자마자 달콤한 과즙을 맛 보았다."
1824년에 그의 아버지 라마야 필라이가 사망했다. 그의 때이른 죽음 때문에 친남마이는 그녀의 거주지를 폰네리의 치나 카바남에 있는 어머니의 집으로 옮겼다. 성자 라말링감은 1826년에 어머니와 함께 첸나이로 이주했을 때 어린아이였다. 그와 그의 어머니는 첸나이의 세븐웰스 지역에 있는 31/14 비라사미 필라이 스트리트에서 장남 사바파티와 그의 아내 파파티와 함께 살았다. 첸나이 칸다 코탐 칸다 스와미 사원. 라말링감이 다섯 살이 된 후 사바파티는 정규 교육을 시작했다. 그러나 그 어린 아이는 그것에 관심이 없었고 대신 근처의 칸다 스와미 사원으로의 여행을 선호했다. 사바파티는 아이에게 징계의 한 형태로 처벌이 필요하다고 생각했고 아내에게 라말링감에게 매일 식사를 제공하지 말라고 말했다. 그러나 그의 친절한 시누이는 그에게 몰래 음식을 제공하고 집에서 열심히 공부하도록 설득했다. 그 대가로 라말링감은 그의 방, 불이 켜진 램프 및 거울을 요청했다. 그는 거울 앞에 조명을 두었다. 그는 빛에 집중함으로써 명상을 시작했고, 그리하여 어린 소년의 영적 삶을 시작했다. 그는 기적적으로 무루가 경의 환영을 보았다. 라말링감은 다음과 같이 말했다.
"아름다움이 부여한 신성한 얼굴은 6개, 빛나는 어깨는 12개이다."
한때 라말링감은 우파사카르로 우파냐삼 (종교 이야기) 세션에서 그의 형 사바파티를 대신해야했다. 신성한 '63 나야나르'에 대한 세키자르의 서사시 '페리야 푸라남'의 구절에 대한 그의 위대한 담론은 매우 박식한 학자가 전한 것으로 신봉자들에게 높이 평가되었다. 라말링감의 정신적, 영적 성장은 빠르게 진행되었다. 라말링감은 신성에 감사를 표한다:
"가르치지 않은 것을 알 수 있도록 내 마음에 불을 붙인 은총의 찬란한 불꽃."
라말링감은 시바 경의 독실한 신봉자에서 무형 숭배에 이르기까지 그의 영적 여정에서 진화했다.
라말링감은 13세의 어린 나이에 세상을 떠났지만 조카딸과 강제로 결혼했다(누이 편). 전설에 따르면 신랑은 결혼 후 첫날 밤에 티루바사감과 같은 경건한 작품을 읽고 있었다고 한다. 그는 돈에 관심이 없었고, 만년에는 먹고 자는 것을 줄이거나 무시했다고 한다. 그러나 그는 "신체적 변형"으로 추정되는 신체에 건강해 보였다.

## 영적 각성
27세의 나이에 발라라르는 그의 삶의 방향을 바꾼 심오한 영적 경험을 했다. 그는 자신을 자아 실현 상태로 이끄는 신성한 빛의 비전을 가졌다고 주장했다. 그는 가족과 소유물과 세상의 삶을 버리고 영적인 지식을 추구하는 데 헌신했다.

## 가르침과 철학
발라라르의 가르침은 사랑, 연민 및 자아 실현의 원칙에 기반을 두고 있다. 그는 모든 인간이 본질적으로 신성하며 삶의 목표는 자신 안에서 신성을 실현하는 것이라고 믿었다. 그는 또한 모든 종교의 통일성을 믿었고 궁극적인 진리는 모든 종교 전통에서 찾을 수 있다고 가르쳤다.
발라라르의 가장 중요한 가르침 중 하나는 "아룻페룸조티" 또는 "위대한 은혜의 빛"라는 개념이었다. 발라라르에 따르면 이 신성한 빛은 모든 인간 안에 존재하며 명상, 사심 없는 봉사, 헌신과 같은 영적 수행을 통해 실현될 수 있다.
발라라르는 또한 사회 정의와 평등의 중요성을 강조했다. 그는 가난하고 억압받는 사람들을 돕기 위해 지칠 줄 모르고 일했으며 그들의 복지를 위해 여러 자선 기관을 설립했다. 그는 영적 진보와 사회적 진보가 서로 연결되어 있으며 진정한 영성은 사회 봉사에 바탕을 두어야 한다고 믿었다.

## 공장
발라라르는 다작 작가였으며 그의 영적, 철학적 아이디어를 표현한 타밀어로 여러시와 노래를 작곡했다. 그의 가장 유명한 작품은 신의 본성, 인간 조건, 자아 실현의 길을 탐구하는 6,000개 이상의 구절 모음인 "티루바룻파"이다. 그는 또한 다양한 영적 및 사회적 문제에 대한 여러 에세이와 논문을 썼다.

## 유산
발라라르의 가르침과 유산은 계속해서 타밀 나두와 그 너머의 수백만 명의 사람들에게 영감을 주고 있다. 사랑, 연민, 자기 실현에 대한 그의 강조와 사회 정의 및 평등에 대한 그의 헌신은 오늘날에도 계속해서 관련이 있다. 발라라르 교육 신탁 및 발라라르 병원을 포함한 여러 기관이 그의 기억 속에 설립되었다. 그의 가르침은 또한 여러 언어로 번역되었으며 전 세계의 학자와 영적 구도자들에 의해 계속 연구되고 있다.

## 인용
1. ↑  “Vallalar welcomes you all - Vallalar, வள்ளலார் , Ramalinga Adigalar , Thiru Arutprakasa Vallalar , தயவு , திருஅருட்பிரகாச வள்ளலார், சிதம்பரம் இராமலிங்கம் , சமரச சுத்த சன்மார்க்க சத்திய சங்கம் , VallalarSpace , ThiruArutpa , Thiruvarutpa , அருட்பெருஞ்ஜோதி தனிப்பெருங்கருணை”. 2023년 4월 4일에 확인함.